# Haus der Geschichten

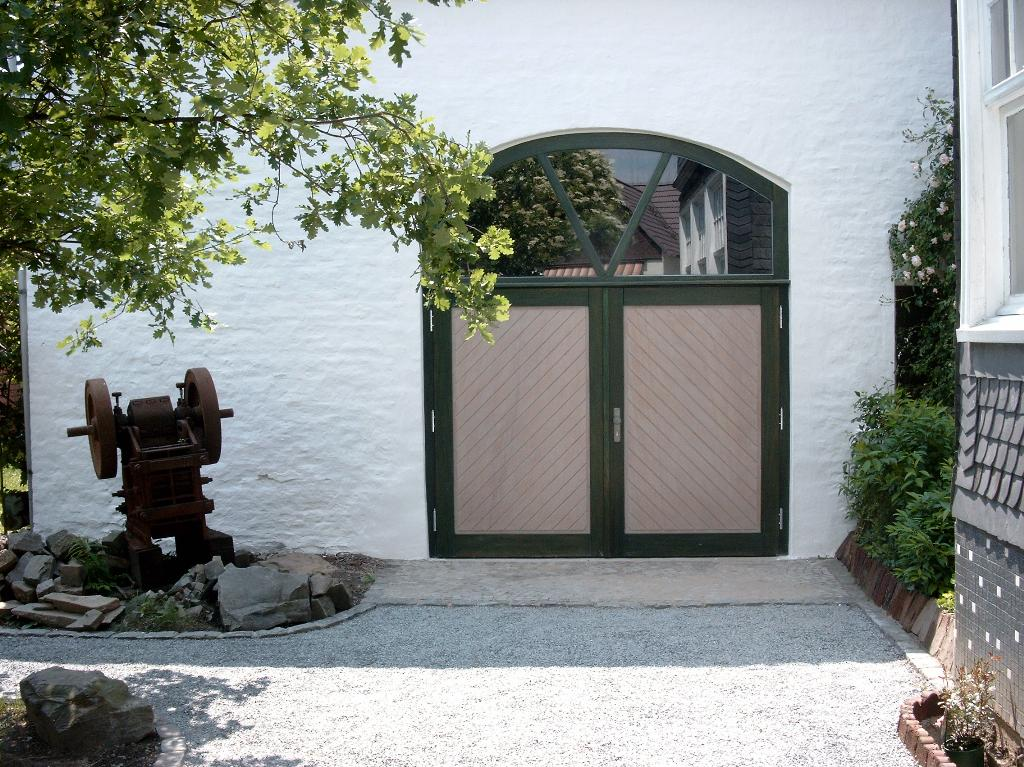
Fuhrmannskneipe am Haus der Geschichten

Das Müllenbacher Haus der Geschichten ist ein als Museum genutztes, ca. 100 Jahre altes Haus in Marienheide (Ortsteil Müllenbach) im Oberbergischen Kreis in Nordrhein-Westfalen, Deutschland.
Das Haus wurde von den Schriftstellern Harry Böseke und Heidi Böseke gekauft. Es wurde in ein Museum umgewandelt und Ausstellungsstücke zusammengetragen. Im „Haus der Geschichten“ werden nicht einzelne Ausstellungsstücke gezeigt, sondern vollständig eingerichtete Räume. So ist zum Beispiel ein alter Kaufladen, der in diesem Zustand vor 50 Jahren in dem Haus gefunden wurde, ausgestellt. Weiterhin sind Originalgegenstände aus der ehemaligen Dorfarztpraxis ausgestellt. Weitere Themenschwerpunkte sind Schwarzpulver, Steinbrucharbeit und Fuhrmannshandwerk.
Im Jahre 2004 wurde die Villa Ohl, ein Projekt des „Hauses der Geschichten“ eröffnet.